# Мистер Вампир 2
«Мистер Вампир 2» (иер. трад. 殭屍家族, англ. Mr. Vampire II) — гонконгская комедия 1986 года, снятая режиссёром Рики Лау. Главные роли в фильме исполнили Юань Бяо, Мун Ли, Лам Чинъин, Билли Лау, Чинг Фат, Агасси Ванг и Боуи Ву. Фильм является продолжением картины «Мистер Вампир», который был выпущен годом ранее. 

## Сюжет
Искатели древних реликвий (Чинг Фат, Билли Лау и Ка Ли) натыкаются на пещеру и обнаруживают семью цзянши (Агасси Ванг, Чунг Винг-чунг, Хо Кин-вай). Вампиры обездвижены, потому что у них на лбу китайские талисманы — фулу. Квок со свомими учениками приносит их в свою лабораторию и решает продать мальчика-цзянши на чёрном рынке.
Перевозя мальчика-цзянши, Квок случайно снимает талисман с его лба и разрушает чары. Существо просыпается и убегает. Оно случайно попадает в дом и знакомится с маленькой девочкой (Хон То-Юэ), которая принимает его за мальчика-иммигранта. Тем временем, вернувшись в лабораторию, один из студентов Квока из озорства снимает талисманы со взрослых вампиров и оживляет их. Цзянши начинают нападать на людей. 
Один из учеников Квока был укушен вампиром, поэтому его отправляют на приём к доктору Ламу (Лам Чинъин) для лечения. Лам обнаруживает следы укусов и понимает, что в городе разгуливают цзянши. Вместе со своей дочерью Джиджи (Мун Ли) и будущим зятем Йеном (Юэнь Бяо) Лам отправляется на их поиски.

## В ролях
- Лам Чинъин — Доктор Лам (林 林 林), специалист даосских сверхъестественных искусств
- Юэнь Бяо — Йен (夏友仁 林 林), репортёр и будущий зять Лама
- Мун Ли — Джиджи, дочь Лама
- Чинг Фат[англ.] — Квок Тун Вонг (郭敦煌), археолог, который обнаруживает вампиров
- Билли Лау[англ.] — Цыплёнок, ученик Квока
- Ка Ли — Сашими, ученик Квока
- Агасси Ванг — женщина-цзянши
- Чунг Винг-чунг — мужчина-цзянши
- Хо Кин-вай — мальчик-цзянши
- Хон То-Юэ — Чиа-чиа, девочка, которая дружит с мальчиком-цзянши
- Чхве Ман Гам — брат Чиа-чиа
- Боуи Ву[англ.] — мистер Ху, отец Чиа-чиа
- Ву Ма[англ.] — сосед мистера Ху
- Сяо Хо[англ.] — лаборант
- Тянь Цзюнь — офицер полиции
- Чо Тат-ва[англ.] — офицер полиции
- Чо Тат-ва[англ.] — офицер полиции
- Манфред Вонг[англ.] — коронер
- Юен Миу — полицейский
- Стэнли Фанг[англ.] — археолог
- Бан Юн-Санг — полицейский на контрольно-пропускном пункте
- Чоу Гам-Конг — полицейский
- Ю Яу-хунг — пожарный

## Сиквелы
В 1980-1990-е годы вышел целый ряд сиквелов и картин, в которых были задействованы цзянши: «Мистер Вампир 3» (1987), «Мистер Вампир 4» (1988), «Вампир против Вампира» (1989), «Волшебный Полицейский» (1990), «Встречи с привидениями 2» (1990), «Мистер Вампир 1992» (1992).